# Tufan Koca
Tufan Koca (Oss, 30 maart 1993) is een Nederlands voetballer die in het verleden als rechtsback actief was bij FC Oss.

## Carrière
Tufan Koca speelde in de jeugd van RKSV Margriet en FC Den Bosch. Bij Den Bosch zat hij twee wedstrijden op de bank bij het eerste elftal, maar kwam hier niet in actie. In 2014 verkaste hij naar amateurclub VV Gemert, waar hij één seizoen speelde. In de zomer van 2015 vertrok hij naar profclub FC Oss, waar hij wel zijn professionele debuut maakte. Dit was in de thuiswedstrijd tegen Fortuna Sittard (4-0), waar hij in de laatste minuut inviel voor Fatih Kamaçi. De rest van het seizoen kwam hij echter weinig in actie, waardoor hij de volgende zomer naar amateurclub VV Gestel vertrok.

### Statistieken
| Seizoen                        | Club           | Land           | Competitie     | Competitie | Competitie | Beker | Beker | Totaal | Totaal |
| Seizoen                        | Club           | Land           | Competitie     | Wed.       | Dlp.       | Wed.  | Dlp.  | Wed.   | Dlp.   |
| ------------------------------ | -------------- | -------------- | -------------- | ---------- | ---------- | ----- | ----- | ------ | ------ |
| 2012/13                        | FC Den Bosch   | Nederland      | Eerste divisie | 0          | 0          | 0     | 0     | 0      | 0      |
| 2013/14                        | FC Den Bosch   | Nederland      | Eerste divisie | 0          | 0          | 0     | 0     | 0      | 0      |
| 2015/16                        | FC Oss         | Nederland      | Eerste divisie | 3          | 0          | 0     | 0     | 3      | 0      |
| Carrièretotaal                 | Carrièretotaal | Carrièretotaal | Carrièretotaal | 3          | 0          | 0     | 0     | 3      | 0      |
| Bijgewerkt op 17 februari 2019 |                |                |                |            |            |       |       |        |        |